# Schizomus montanus
Espèce
Schizomus montanus est une espèce de schizomides de la famille des Hubbardiidae.

## Distribution
Cette espèce se rencontre en Tanzanie et au Congo-Kinshasa.

## Publication originale
- Hansen, 1910 : Tartarides. Wissenschaftliche Ergebnisse der Schwedischen Zoologischen Expedition nach dem Kilimandjaro, dem Meru und dem Umbegenden Massaisteppen Deutsch-Ostafrikas 1905-1906 unter Leitung von Prof. Dr Yngve Sjöstedt, Stockholm, vol. 20, no 6, p. 83-84.